# A Fishy Story (film 1920)
A Fishy Story è un cortometraggio muto del 1920 sceneggiato e diretto da Fred C. Fishback

## Produzione
Il film fu prodotto dalla Century Film.

## Distribuzione
Distribuito dall'Universal Film Manufacturing Company, il film - un cortometraggio in due bobine - uscì nelle sale cinematografiche USA il 24 novembre 1920.